# Cova Água
Cova Água ist ein Ort im Distrikt Cantagalo auf der Insel São Tomé im Inselstaat São Tomé und Príncipe. 2012 wurden 363 Einwohner gezählt.

## Geographie
Der Ort liegt an der Ostküste von São Tomé nördlich von Santana.